# 버브리지바위왈라비
버브리지바위왈라비 또는 몬존(monjon, Petrogale burbidgei)은 캥거루과에 속하는 바위왈라비속 유대류의 일종이다. 와라비와 버브리지바위족제비라는 이름으로도 알려져 있다. 오스트레일리아에서 발견되는 바위왈라비속의 대부분의 종 중에서 가장 작다. 웨스턴오스트레일리아 주의 킴벌리 지역에서 발견되며 보나파르트 군도의 일부 섬에서도 서식하는 것으로 추정하고 있다. 오랫동안 발견하기 힘들어서, 1978년에 겨우 기술되었다. 가장 큰 이유는 몬존이 부끄러움을 아주 많이 타고, 몸길이가 300mm와 350mm 사이이고 몸무게가 평균 1.3kg에 불과할 정도가 아주 작은 동물이고 분포지역이 제한적이기 때문이다. 아직도 아주 조금밖에 알려져 있지 않다. 몬준은 올리브-담황색을 띠며, 궁둥이 쪽으로 흰줄무늬가 나 있다. 코 아랫쪽은 검고, 털이 없는 반면에, 코 끝과 코 윗쪽은 아주 짧은 털이 나 있다. 꼬리는 짙은 갈색과 함께 연한 회갈색을 띠며, 꼬리 끝의 털은 검다. 몬존은 어금니가 없고 귀와 발이 짧은 것을 제외하고 피그미바위왈라비를 닮았다. 두 종이 같은 지역에 서식하는 지 알려져 있지 않다. 알려진 분포 지역이 작기 때문에 부분적으로 준위협종으로 분류되고 있다.